# Assemblée générale du Missouri

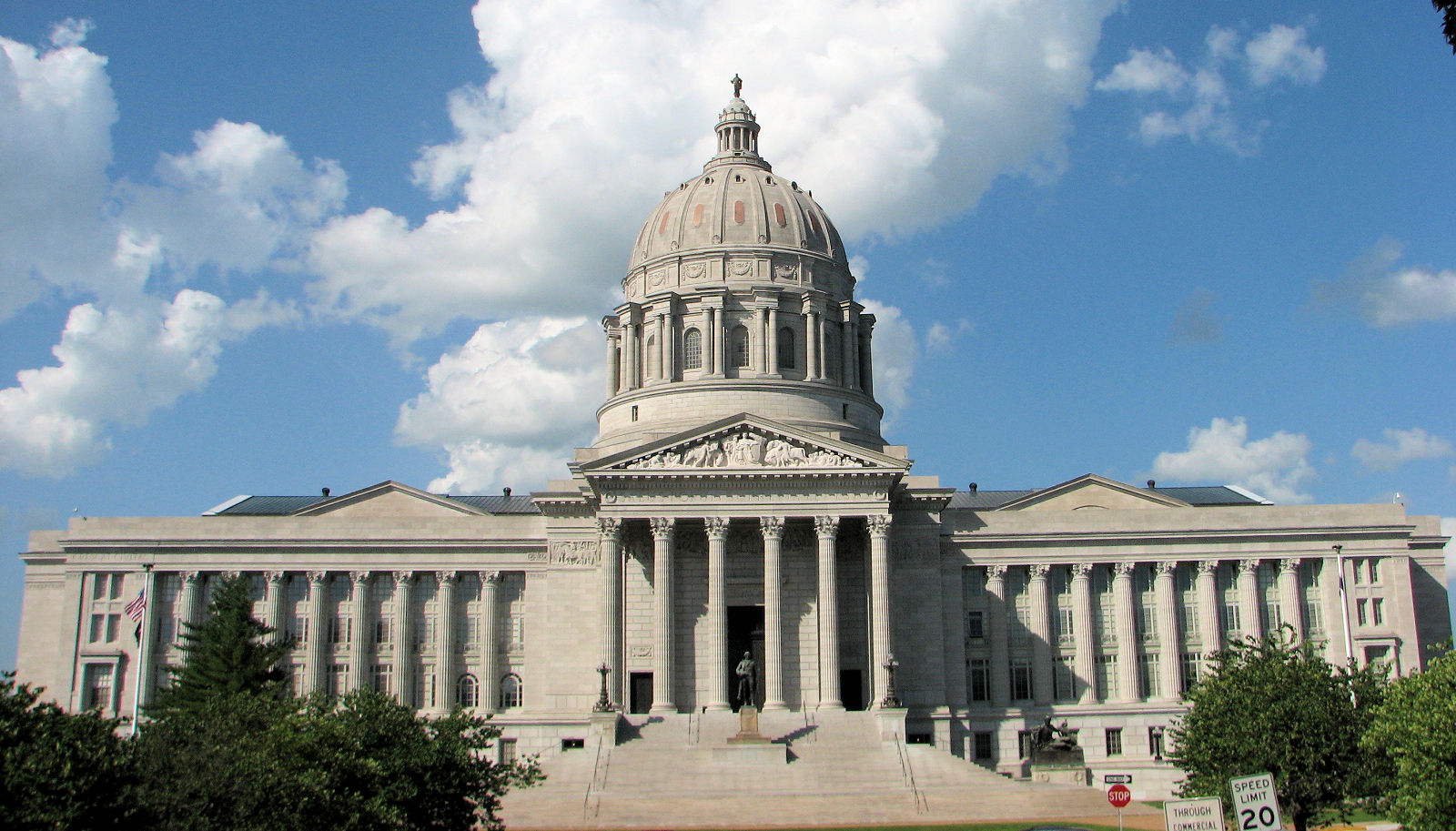
Capitole de l'État du Missouri.

Pour les autres articles nationaux ou selon les autres juridictions, voir Assemblée générale (homonymie).
L'Assemblée générale du Missouri (en anglais : Missouri General Assembly) est la législature d'État du Missouri aux États-Unis.
L'Assemblée générale, bicamériste, est composée d'un Sénat (34 membres) et d'une Chambre des représentants (163 membres). Les élus des deux chambres sont soumis à des limites de mandat. Les sénateurs sont limités à deux mandats de quatre ans et les représentants à quatre mandats de deux ans, soit un total de huit ans pour chaque membre.
L'Assemblée générale se réunit au Capitole d'État à Jefferson City.